# 2009年世界房車錦標賽西班牙站
2009年世界房車錦標賽西班牙站是2009年度世界房車錦標賽的第五站賽事，正式比賽在2009年5月31日於西班牙里卡度拖姆賽道上舉行。這是歷來第五次在西班牙舉行賽事。第一回合由西亞車隊的伊雲·梅拿勝出，第二回合由寶馬車隊的法夫斯勝出。